# 해군가
해군가는 대한민국 해군을 대표하는 군가이다.
1956년, 이 군가가 공모전에서 최우수작으로 선정된 곡으로 유명하다.
가사도 나름 웅장한 편이라 해군 장병들이 선호하는 군가이다. 대구 MBC 김찬호 PD가 가사를, 해군본부 군악대장 이교숙 소령이 곡을 만들어 조합했다.

## 가사
```
우리는 
해군
이다 바다의 방패
죽어도 또 죽어도 겨레와 나라
바다를 지켜야만 강토가 있고
강토가 있는곳에 
조국
이 있다
```

```
우리는 
해군
이다 바다의 용사
살아도 또 살아도 정의와 자유

오대양
 지켜야만 평화가 있고
평화가 있는 곳에 자유가 있다
```

```
우리는 
해군
이다 바다가 
고향

가슴 속 끓는 피를 고이 바치자
```

## 같이 보기
- 대한민국 해군
- 대한민국 육군
- 대한민국 공군
- 앵카송
- 부라보 해군
- 해양가
- 바다로 가자
- 내 청춘은 파도다
- 은빛 갈매기
- 바다의 용사